# よこせ (掃海艇)
よこせ（ローマ字：JDS Yokose, MSC-642、YAS-93）は、海上自衛隊の掃海艇。たかみ型掃海艇の13番艇。艇名は横瀬島に由来する。
本艇から、主発電機の出力が増加し、レーダーや掃海用具が改良型に変更された。

## 艦歴
「よこせ」は、第4次防衛力整備計画に基づく昭和48年度計画掃海艇342号艇として、日立造船神奈川工場で1974年7月2日に起工され、1975年7月21日に進水、1975年12月15日に就役し、同日付で第2掃海隊群隷下に新編された第46掃海隊に「とうし」、「さかて」とともに編入された。定係港は横須賀。
1986年12月16日、第46掃海隊が横須賀地方隊に編入。
1992年3月12日、「さかて」と共に特務船に種別変更され、船籍番号がYAS-93に変更。大湊地方隊隷下の大湊水中処分隊母艇となる。これに伴い、第46掃海隊は解隊された。
1998年5月29日、除籍。